# Hunters Creek
Hunters Creek är en ort (CDP) i Orange County, i delstaten Florida, USA. Enligt United States Census Bureau har orten en folkmängd på 14 321 invånare (2010) och en landarea på 9,9 km².